# Spincourt

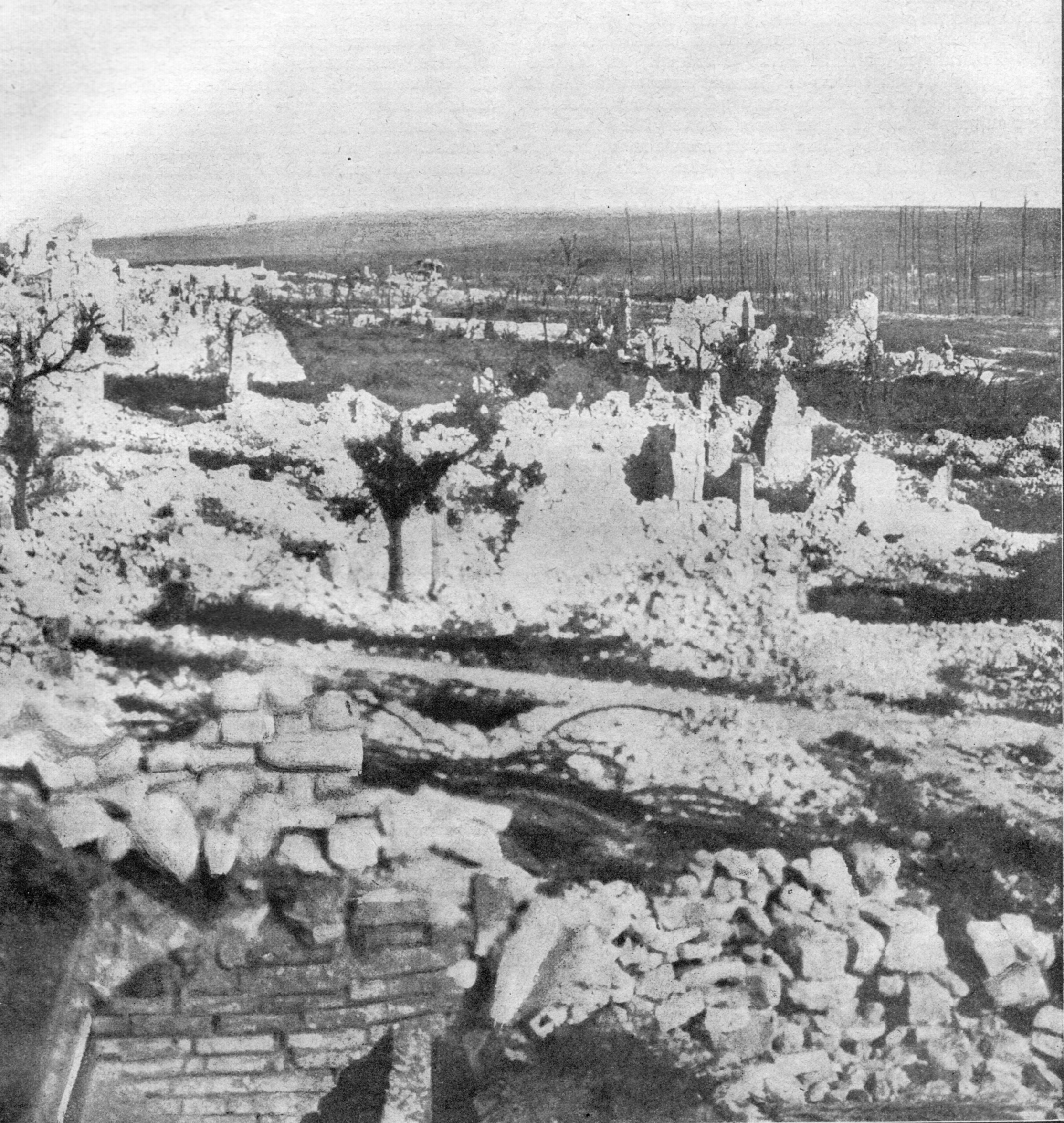
Haucourt i ruiner vid foten av höjd 304 efter slaget vid Verdun

Spincourt är en kommun i departementet Meuse i regionen Grand Est (tidigare regionen Lorraine) i nordöstra Frankrike. Kommunen ligger i kantonen Spincourt som tillhör arrondissementet Verdun. År 2022 hade Spincourt 815 invånare.

## Befolkningsutveckling
Antalet invånare i kommunen Spincourt
| Referens: INSEE |